# شب روباه
شب روباه فیلمی به کارگردانی همایون اسعدیان، نویسندگی همایون اسعدیان و ابوالفضل آهنچیان و تهیه‌کنندگی حسین یاریار محصول سال ۱۳۷۵ است که در دی ۱۳۷۶ در سینماها به نمایش درآمد. نسخه تلویزیونی آن، در سال ۱۳۷۸ از شبکه ۲ سیما، پخش شد.

## خلاصه فیلم
یک قاچاقچی با سابقهٔ مواد مخدر به نام روباه برای سامان دادن به تشکیلات خود و انتقام از پلیس برای کشته شدن همسرش در درگیری گذشته، به ایران می‌آید. پلیس ایران به محض ورود او، روباه را شناسایی و دستگیر می‌کند اما او شبانه با کمک دو زندانی دیگر که یکی اکبر بی‌جنبه نام دارد فرار می‌کند و بعد هم با به قتل رساندن هر دو فراری دیگر به سراغ مأموریت خود می‌رود.

## جشنواره‌ها
- کاندیدای بهترین نقش دوم مرد (غلامحسین لطفی) در دومین دوره جشن خانه سینما - ۱۳۷۷